# Nitazoxanide
Nitazoxanide là một thuốc chống ký sinh trùng phổ rộng và  kháng virus phổ rộng được sử dụng trong y học để điều trị nhiều giun sán, đơn bào, và virus nhiễm trùng. Nó được chỉ định để điều trị nhiễm trùng bằng Cryptosporidium parvum và Giardia lamblia ở những người bị suy giảm miễn dịch và đã được điều trị lại để điều trị cúm. Nitazoxanide cũng đã được chứng minh là có hoạt tính chống ký sinh trùng in vitro và hiệu quả điều trị lâm sàng đối với các bệnh nhiễm trùng do các động vật nguyên sinh và giun sán khác; bằng chứng mới nổi cho thấy rằng nó cũng có hiệu quả trong việc điều trị một số bệnh nhiễm virus.
Về mặt hóa học, nitazoxanide là thành viên nguyên mẫu của thiazolide, một nhóm thuốc là các dẫn xuất nitrothiazolyl- salicylamide tổng hợp có hoạt tính chống ký sinh trùng và kháng vi-rút. Tizoxanide, một chất chuyển hóa hoạt động của nitazoxanide ở người, cũng là một loại thuốc chống ký sinh trùng thuộc nhóm thiazolide.

## Công dụng
Nitazoxanide là một phương pháp điều trị đầu tiên hiệu quả đối với nhiễm trùng của loài Blastocystis  và được chỉ định để điều trị nhiễm trùng bằng Cryptosporidium parvum hoặc Giardia lamblia ở người lớn và trẻ em bị suy giảm miễn dịch. Nó cũng là một lựa chọn điều trị hiệu quả đối với các bệnh nhiễm trùng do các động vật nguyên sinh và giun sán khác (ví dụ Entamoeba histolytica, Hymenolepis nana, Ascaris lumbricoides, và Cyclospora cayetanensis ).
Tính đến tháng 9 năm 2015, nó nằm trong các thử nghiệm lâm sàng giai đoạn 3 đối với cúm điều trị do tác dụng ức chế của nó đối với một loạt các phân nhóm virut cúm và hiệu quả chống lại các vi-rút cúm kháng các thuốc ức chế neuraminidase như tamiflu. Nitazoxanide cũng đang được nghiên cứu như là một phương pháp điều trị tiềm năng cho bệnh viêm gan B mạn tính, viêm gan C mạn tính, rotavirus và viêm dạ dày ruột norovirus.

### Viêm gan B mạn tính
Chỉ riêng Nitazoxanide đã cho thấy bằng chứng ban đầu về hiệu quả trong điều trị viêm gan B mạn tính trong quá trình điều trị kéo dài một năm. Nitazoxanide 500   mg hai lần mỗi ngày dẫn đến giảm HBV DNA huyết thanh ở cả bốn bệnh nhân dương tính với HBeAg, với HBV DNA không phát hiện được ở 2 trong số 4 bệnh nhân, mất HBeAg ở 3 bệnh nhân và mất HBsAg ở một bệnh nhân. Bảy trong số 8 bệnh nhân âm tính với HBeAg được điều trị bằng nitazoxanide 500   mg hai lần mỗi ngày có HBV DNA không phát hiện được và 2 bị mất HBsAg. Ngoài ra, đơn trị liệu nitazoxanide trong một trường hợp và nitazoxanide cộng với adefovir trong một trường hợp khác dẫn đến DNA HBV không phát hiện được, mất HBeAg và mất HBsAg. Những nghiên cứu sơ bộ này cho thấy tỷ lệ mất HBsAg cao hơn bất kỳ liệu pháp nào được cấp phép hiện nay đối với viêm gan mạn tính B. Cơ chế hoạt động tương tự của interferon và nitazoxanide cho thấy rằng liệu pháp nitazoxanide độc lập hoặc nitazoxanide phối hợp với các chất tương tự nucleos (t) ide để tăng mất HBsAg, đó là điểm cuối cùng của trị liệu. Một giai đoạn chính thức Ⅱ nghiên cứu đang được lên kế hoạch cho năm 2009.

### Viêm gan C mạn tính
Romark ban đầu quyết định tập trung vào khả năng điều trị viêm gan C mạn tính bằng nitazoxanide. Thuốc thu hút được sự quan tâm từ cộng đồng gan sau ba thử nghiệm lâm sàng giai đoạn II liên quan đến điều trị viêm gan C bằng nitazoxanide cho kết quả dương tính về hiệu quả điều trị và khả năng dung nạp tương tự với giả dược mà không có bất kỳ dấu hiệu độc tính nào. Các thử nghiệm lâm sàng sau đó đang diễn ra.
Một dạng liều mới của nitazoxanide để sử dụng cho bệnh gan mạn tính C đã được phát triển cho các thử nghiệm lâm sàng trong tương lai. Viên nén giải phóng kéo dài cung cấp một liều lớn hơn nitazoxanide (675   mg) so với các máy tính bảng hiện tại (500   mg) và dự định sẽ được sử dụng hai lần mỗi ngày trong 7   ngày 

### Các thử nghiệm lâm sàng
Phòng thí nghiệm Romark đã công bố kết quả đáng khích lệ từ các thử nghiệm lâm sàng giai đoạn I và II quốc tế đánh giá phiên bản phóng thích có kiểm soát của nitazoxanide trong điều trị nhiễm virus viêm gan C mạn tính. Công ty đã sử dụng 675   mg và 1.350   mg hai lần mỗi ngày của nitazoxanide phóng thích có kiểm soát cho thấy sự an toàn và dung nạp thuận lợi trong suốt quá trình nghiên cứu, với các tác dụng phụ nhẹ đến trung bình. Các tác dụng phụ chủ yếu liên quan đến GI đã được báo cáo.
Nitazoxanide đã trải qua các thử nghiệm lâm sàng giai đoạn II để điều trị viêm gan C, kết hợp với peginterferon alfa-2a và ribavirin.
Một nghiên cứu đối chứng giả dược mù đôi ngẫu nhiên được công bố năm 2006, với một nhóm 38 trẻ nhỏ (Lancet, tập 368, trang 124-129)  kết luận rằng một đợt điều trị nitazoxanide trong 3 ngày làm giảm đáng kể thời gian mắc bệnh rotavirus ở bệnh nhân nhi nhập viện. Liều lượng đưa ra là "7,5 mg / kg hai lần mỗi ngày" và thời gian phân giải là "31 giờ đối với những người được cho dùng nitazoxanide so với 75 giờ đối với những người trong nhóm giả dược". Rotavirus là tác nhân truyền nhiễm phổ biến nhất liên quan đến tiêu chảy ở nhóm tuổi nhi đồng trên toàn thế giới.
Teran et al.. đã thực hiện một nghiên cứu tại Trung tâm Nhi khoa Albina Patinö, một bệnh viện tham khảo tại thành phố Cochabamba, Bolivia, từ tháng 8 năm 2007 đến tháng 2 năm 2008. Nghiên cứu đã so sánh nitazoxanide và men vi sinh trong điều trị tiêu chảy do rotavirus cấp tính. Họ đã tìm thấy những khác biệt nhỏ trong việc sử dụng nitazoxanide so với men vi sinh và kết luận rằng nitazoxanide là một lựa chọn điều trị quan trọng đối với bệnh tiêu chảy do rotavirus.
Lateef và cs. đã thực hiện một nghiên cứu ở Ấn Độ đã đánh giá hiệu quả của nitazoxanide trong điều trị nhiễm sán dây bò (Taenia saginata). Họ kết luận rằng nitazoxanide là một loại thuốc an toàn, hiệu quả, rẻ tiền và dung nạp tốt để điều trị nhiễm sán dây bò kháng niclosamide và Praziquantel (Taenia saginata).
Một đánh giá hồi cứu các biểu đồ bệnh nhân được điều trị bằng nitazoxanide cho bệnh trichomonas của Michael Dan và Jack D. Sobel đã chứng minh kết quả âm tính. Họ báo cáo ba nghiên cứu trường hợp; hai trong số đó với nhiễm trùng kháng metronidazole. Trong trường hợp 3, họ báo cáo bệnh nhân được chữa khỏi bằng liệu pháp tinidazole chia liều cao. Họ đã sử dụng một liều lượng cao của thuốc (tổng liều, 14 liều56 g) so với liều tiêu chuẩn được đề nghị (tổng liều, 3 g) và quan sát thấy một phản ứng bất lợi đáng kể (buồn nôn dung nạp kém) chỉ với liều rất cao (tổng liều, 56 g). Trong khi xác nhận sự an toàn của thuốc, họ cho thấy nitazoxanide không hiệu quả trong điều trị nhiễm trichomonas.

## Chống chỉ định
Nitazoxanide chỉ chống chỉ định ở những người đã trải qua phản ứng quá mẫn với nitazoxanide hoặc các thành phần không hoạt động của công thức nitazoxanide.

## Tác dụng phụ
Các tác dụng phụ của nitazoxanide không khác biệt đáng kể so với điều trị bằng giả dược đối với bệnh giardia; những triệu chứng này bao gồm đau dạ dày, đau đầu, đau dạ dày, nôn mửa, nước tiểu đổi màu, đi tiểu nhiều, nổi mẩn da, ngứa, sốt, hội chứng cúm và những người khác. Nitazoxanide dường như không gây ra bất kỳ tác dụng phụ đáng kể nào khi dùng bởi người lớn khỏe mạnh.

## Quá liều
Thông tin về quá liều nitazoxanide bị hạn chế. Liều uống 4   gram ở người trưởng thành khỏe mạnh dường như không gây ra bất kỳ tác dụng phụ đáng kể nào.  Ở các động vật khác nhau, LD 50 bằng miệng cao hơn 10   g/kg.

## Tương tác
Do liên kết với protein huyết tương đặc biệt cao (> 99,9%) của chất chuyển hóa nitazoxanide, tizoxanide, việc sử dụng đồng thời nitazoxanide với các thuốc gắn với protein huyết tương cao khác với các chỉ số điều trị hẹp (ví dụ warfarin) làm tăng nguy cơ ngộ độc thuốc. Bằng chứng in vitro cho thấy rằng nitazoxanide không ảnh hưởng đến hệ thống CYP450.

## Dược lý

### Dược lực học
Hoạt tính chống protozoal của nitazoxanide được cho là do sự can thiệp với pyruvate: ferredoxin oxyoreductase (PFOR) phản ứng chuyển điện tử phụ thuộc enzyme rất cần thiết cho quá trình chuyển hóa năng lượng kỵ khí.
Nó cũng đã được chứng minh là có hoạt động chống lại virus cúm A trong ống nghiệm. Cơ chế dường như là bằng cách ngăn chặn một cách có chọn lọc sự trưởng thành của hemagglutinin của virut ở giai đoạn trước kháng với quá trình tiêu hóa endoglycosidase H. Điều này làm suy yếu việc buôn bán nội bào hemagglutinin và chèn protein vào màng plasma của vật chủ.

### Dược động học
Sau khi uống, nitazoxanide được thủy phân nhanh chóng thành chất chuyển hóa có hoạt tính dược lý, tizoxanide, liên kết với protein 99%. Tizoxanide sau đó được glucuronide kết hợp thành chất chuyển hóa hoạt động, tizoxanide glucuronide. Nồng độ đỉnh trong huyết tương của các chất chuyển hóa tizoxanide và tizoxanide glucuronide được quan sát thấy 1   vài giờ sau khi uống nitazoxanide, trong khi bản thân nitazoxanide không được phát hiện trong huyết tương.
Khoảng  của một liều uống nitazoxanide được đào thải dưới dạng chất chuyển hóa của nó trong phân, trong khi phần còn lại của liều bài tiết trong nước tiểu. Tizoxanide được bài tiết qua nước tiểu, mật và phân. Tizoxanide glucuronide được bài tiết qua nước tiểu và mật.

## Hóa học
Nitazoxanide là thành viên nguyên mẫu của thiazolides, là một nhóm thuốc của các hợp chất chống nhiễm trùng phổ rộng có cấu trúc liên quan đến cấu trúc. Nitazoxanide là một loại bột tinh thể màu vàng nhạt. Nó hòa tan kém trong ethanol và thực tế không hòa tan trong nước.

## Lịch sử
Nitazoxanide ban đầu được phát hiện vào những năm 1980 bởi Jean-François Rossignol tại Viện Pasteur. Các nghiên cứu ban đầu đã chứng minh hoạt động so với sán dây. Nghiên cứu in vitro đã chứng minh hoạt động rộng lớn hơn nhiều. Tiến sĩ Rossignol đồng sáng lập Phòng thí nghiệm Romark, với mục tiêu đưa nitazoxanide ra thị trường dưới dạng thuốc chống ký sinh trùng. Các nghiên cứu ban đầu ở Hoa Kỳ đã được thực hiện với sự hợp tác của Unimed Enterprises, Inc. (Marietta, GA) và tập trung vào phát triển loại thuốc điều trị bệnh cryptosporidiosis trong AIDS. Các thử nghiệm kiểm soát đã bắt đầu ngay sau khi ra đời các liệu pháp chống retrovirus hiệu quả. Các thử nghiệm đã bị hủy bỏ do tuyển sinh kém và FDA đã từ chối một ứng dụng dựa trên các nghiên cứu không được kiểm soát.
Sau đó, Romark đã đưa ra một loạt các thử nghiệm có kiểm soát. Một nghiên cứu đối chứng với giả dược về nitazoxanide trong cryptosporidiosis đã chứng minh sự cải thiện lâm sàng đáng kể ở người lớn và trẻ em bị bệnh nhẹ. Trong số những trẻ em suy dinh dưỡng ở Zambia mắc bệnh cryptosporidiosis mạn tính, một liệu trình kéo dài ba ngày đã dẫn đến cải thiện lâm sàng và ký sinh trùng và cải thiện khả năng sống sót. Ở Zambia và trong một nghiên cứu được thực hiện ở Mexico, nitazoxanide đã không thành công trong điều trị bệnh cryptosporidiosis trong nhiễm trùng tiên tiến với virus gây suy giảm miễn dịch ở người với liều lượng sử dụng. Tuy nhiên, nó có hiệu quả ở những bệnh nhân có số lượng CD4 cao hơn. Trong điều trị nhiễm giardia, nitazoxanide vượt trội hơn so với giả dược và có thể so sánh với metronidazole. Nitazoxanide đã thành công trong điều trị nhiễm giardia kháng metronidazole. Các nghiên cứu đã đề xuất hiệu quả trong điều trị cyclosporia, isosporosis và amebema. Các nghiên cứu gần đây cũng cho thấy nó có hiệu quả chống lại sán dây bò (Taenia saginata).

## Dược phẩm

### Dạng bào chế
Nitazoxanide hiện có sẵn ở hai dạng uống: một viên (500   mg) và hỗn dịch uống (100   mg mỗi 5   ml khi hoàn nguyên).
Một viên nén phát hành mở rộng (675   mg) đã được sử dụng trong các thử nghiệm lâm sàng đối với viêm gan C mạn tính; tuy nhiên, hình thức này hiện không được bán trên thị trường và có sẵn để kê đơn.

### Tên thương hiệu
Nitazoxanide được bán dưới tên thương hiệu Adonid, Alinia, Allpar, Annita, Celectan, Colufase, Daxon, Dexidex, Diatazox, Kidonax, Mitafar, Nanazoxid, Parazoxanide, Netazox, Niazid, Nitamax, Nitax, Nitaxide, Nitaz, Nizonide, NT-TOX, Pacovanton, Paramix, Toza và Zox.